# Cote de Granit Rose-Sept Iles
Cote de Granit Rose-Sept Iles este o arie protejată (arie de protecție specială avifaunistică — SPA) din Franța întinsă pe o suprafață de 69.602 ha, integral pe uscat.

## Localizare
Centrul sitului Cote de Granit Rose-Sept Iles este situat la coordonatele 48°53′00″N 3°28′00″W / 48.88333°N 3.46667°V.

## Înființare
Situl Cote de Granit Rose-Sept Iles a fost declarat arie de protecție specială avifaunistică în baza directivei 79/409 din 1979 referitoare la conservarea păsărilor sălbatice pentru a proteja 40 de specii de animale.

## Biodiversitate
Situată în ecoregiunea atlantică, aria protejată nu include niciun habitat protejat.
La baza desemnării sitului se află mai multe specii protejate de  păsări (40): alca (Alca torda), pietruș (Arenaria interpres), Branta bernicla, Calidris alba, fugaci de țărm (Calidris alpina), Calidris maritima, prundaș gulerat mare (Charadrius hiaticula), egretă mică (Egretta garzetta), șoim călător (Falco peregrinus), papagal de mare (Fratercula arctica), Fulmarus glacialis, cufundar polar (Gavia arctica), cufundar mare (Gavia immer), scoicar (Haematopus ostralegus), Hydrobates pelagicus, Larus argentatus, pescăruș sur (Larus canus), pescăruș negricios (Larus fuscus), Larus marinus, pescăruș-cu-cap-negru (Larus melanocephalus), Mergus serrator, sula bassana (Morus bassanus), culic mare (Numenius arquata), Phalacrocorax aristotelis, cormoran mare (Phalacrocorax carbo), ploier argintiu (Pluvialis squatarola), corcodel-urechiat (Podiceps auritus), corcodel mare (Podiceps cristatus), Puffinus puffinus, Puffinus puffinus mauretanicus, Rissa tridactyla, eider (Somateria mollissima), chiră mică (Sterna albifrons), Sterna dougallii, chiră de baltă (Sterna hirundo), chiră de mare (Sterna sandvicensis), călifar alb (Tadorna tadorna), fluierar cu picioare verzi (Tringa nebularia), fluierarul cu picioare roșii (Tringa totanus), Uria aalge.
Pe lângă speciile protejate, pe teritoriul sitului au mai fost identificate 1 specie de păsări.